# Београд - Интегрисани тарифни систем
У Интегрисани тарифни систем (ИТС) спадају и линије бившег Интегрисаног тарифног система 2 (ИТС 2), то је систем такозваних приградских аутобуских линија које саобраћају на територији града Београда, и локалних аутобуских линија које саобраћају у оквиру општина Младеновац, Сопот, Гроцка, Барајево, Лазаревац и Обреновац.

## Приградски саобраћај
Приградске линије ИТС (бившег ИТС 2) из ужег градског подручја полазе са 3 терминала: од 7. јула 2017. линије ИТС које су полазиле са Ластине аутобуске станице, привремено су измештене да полазе са: Београдска аутобуска станица (БАС). 
Остала два терминала су: Шумице и Баново брдо. У свим линијама се примењује систем електронске наплате карата Бус плус, од 1. фебруара 2012.

### Списак линија

#### Потез 300 - Општина Гроцка
- 351 Шумице - Гроцка - Дражањ
- 352 Шумице - Дражањ (Аутопутем)
- 352А Шумице - Врчин - Умчари - Дражањ (аутопутем)
- 353 Дражањ - Живковац - Шумице (Аутопутем)
- 354 Шумице - Врчин - Заклопача Гроцка - Камендол
- 354А Живковац - Гроцка - Заклопача - Врчин - Шумице
- 354Б Шумице - Врчин - Заклопача - Гроцка
- 355 Дражањ - Камендол - Гроцка - Шумице
- 355А Шумице - Гроцка - Брестовик - Камендол - Живковац - Дражањ
- 355Б Шумице- Гроцка - Брестовик - Камендол - Дражањ
- 356 Шумице - Гроцка - Брестовик - Камендол - Пударци (Илински крај)
- 361 Шумице - Гроцка - Живковац
- 361Б Шумице (Преко Гроцке) Живковац - Дражањ
- 362  Живковац - Шумице (Аутопутем)
- 363 Шумице (Преко Гроцке) - Брестовик (Центар) - Камендол - Живковац
- 365 Гроцка - Умчари - Младеновац
- 366 Шумице - Умчари - Камендол (Аутопутем)
- 366А Камендол - Пударци - Илинци  - Умчари- Шумице (Аутопутем)

#### Потез 400 - Општине Младеновац, Сопот и Гроцка (Авала)
- 408 Вождовац - Раља (Друмине)
- 450 Београд - Сопот (Авалским путем)
- 451 Београд - Бабе - Стојник
- 451А Београд - Стојник
- 460 Београд- М.Иванча (Аутопутем)
- 460А Београд - М. Поповић - М. Иванча (Аутопутем)
- 461 Шумице - Врчин - Рамнице
- 462 Шумице - Врчин - Јаричиште
- 463 Шумице - Врчин - Јаричиште - Рамнице
- 464 Сопот АС - Мали Поповић - Мали Пожаревац - Београд (Аутопутем)
- 465 Београд - Сопот (Аутопутем)
- 465А Београд - СП Ласта - Мали Пожаревац - Сопот (Аутопутем)
- 466 Београд - Јаричиште - Врчин (Центар)
- 466А Београд - Врчин Центар
- 467 Врчин (Авалски пут) - Брестовик - Бегаљица - Врчин (Авалски пут)
- 468 Београд - Врчин Центар - Гроцка
- 470 Београд - Мала Иванча (Авалским путем)
- 470А Београд - Парцани - Мала Иванча (Авалским путем)
- 474 Београд - Парцани
- 491 Младеновац - Раља - Београд
- 491А Београд - Раља - Сопот - Младеновац
- 493 Београд - Мали Пожаревац - Младеновац (Аутопутем)
- 493А Београд - Славија - Мали Пожаревац - Младеновац (Аутопутем)
- 493Б Београд - СП Ласта - Мали Пожаревац - Младеновац (Аутопутем)
- 494 Младеновац - Сенаја - Београд
- 494А Младеновац - Мали Пожаревац - Сенаја - Београд
- 499 Младеновац - Дубона - Шепшин - Сенаја - Београд
- 4414A Београд - Мали Пожаревац - Мала Иванча - Мали Поповић - Сопот (Аутопутем)

#### Потез 500 - Општине Барајево и Лазаревац
- 560 Баново брдо - Липовица - Барајево (Аутобуска станица)
- 560А Баново брдо - Сремчица (Липовачка ноћ) - Липовица - Барајево (Аутобуска станица)
- 560Е Баново брдо - Липовица - Барајево (Аутобуска станица), Експрес
- 561 Баново брдо - Липовица - Мељак - Баћевац - Гунцати - Барајево (Аутобуска станица)
- 561А Баново брдо - Липовица - Гунцати - Баћевац (Игралиште) - Гунцати - Барајево (Аутобуска станица)
- 580 Београд - Степојевац - Лазаревац (Аутобуска станица) (преко Ибарске маг.)
- 581 Београд - Мељак - Степојевац - Велики Црљени - Лазаревац (Аутобуска станица)
- 581Е Београд - Мељак - Степојевац - Велики Црљени - Лазаревац (Аутобуска станица), Експрес
- 583 Трбушница - Крушевица - Велики Црљени - Степојевац - Мељак -  Београд*
- 583А Београд - Мељак - Степојевац - Велики Црљени - Крушевица*
- 585 Београд - Мељак - Степојевац - Велики Црљени - Миросаљци - Гуњевац
- 588 Београд - Мељак - Лесковац - Степојевац - Велики Црљени - Миросаљци - Гуњевац
- 591 Баново брдо - Мељак - Вранић - Тараиш
- 591А Рашића крај - Мељак - Баново брдо*
- 592 Баново брдо - Мељак - Рашића крај - Дражевац
- 593 Баново брдо - Мељак - Шиљаковац (Центар) - Вранић - Тараиш
- 593А Баново брдо - Мељак - Шиљаковац (Центар) - Рашића крај
- 593Б Шиљаковац (Центар) - Мељак - Баново брдо*

#### Потез 800 - Општина Обреновац
- 860 Ластина станица Београд - Умка - Барич - Обреновац (Аутобуска станица)
- 860Е Ластина станица Београд - Умка - Барич - Обреновац (Аутобуска станица), Експрес
- 861А Ластина станица Београд - Умка - Мала Моштаница - Барич - Обреновац (Аутобуска станица)
- 862 Обреновац (Аутобуска станица) - Барич - Мала Моштаница - Обреновац (Аутобуска станица)
- 863 Барич /Амбуланта/ - Мала Моштаница - Дубоко
- 863А Обреновац - Барич /Рампа/
- 865 Баново брдо - Железник - Сремчица - Велика Моштаница

Линије означене звездицом * саобраћају само у поменутом смеру.

## Границе тарифних зона
ИТС зона 1
ИТС зона 2
ИТС зона З Гроцка 
ИТС зона 3 Сопот 
ИТС зона 3 Барајево 
ИТС зона 3 Обреновац 
ИТС зона 4 Младеновац 
ИТС зона 4 Лазаревац 
Последње стајалиште у зони 1:
Себешка Река, Рафинерија, Витезова Карађорђеве Звезде, Медаковић 3 Миријевски Булевар, СЦ Кошутњак, Вртић Бајка, Требевићка, Водоводска, Палата Правде, Чукарица, МЗ Чукаричка падина, Таложник, Кошутњак, Вождовачки кружни пут, Трошарина, Бањица 2, Бањица, Црква "Св. Василија Острошког", Пере Велимировића, База "Вождовац", Владимира Томановића, Насеље Браће Јерковић, Бајдина, Првомајска, Пијаца Мали мокри луг, Шумице, Вождовац, Ледине, МЗ "Ледине", Грмеч, Кванташка пијаца, Траншпед, Задругарска, Бачка, Главни поштански центар, Кванташка пијаца, Аутокоманда, Франше ДЕпереа 
Прво стајалиште у зони 2:
Себеш Мокри, Балкан, 16. Октобра, Миријево, Селиште, Браће Срнић, Роспи Ћуприја, Пионирки Град, Миле Јевтовић, Јулино Брдо, Жарково, Пут за Железник, Железник Р,  Умка - Центар , Инос, Водовод, Варешка, Железничка станица Раковица, Предузеће "Изолација", ОШ Данило Киш, Ристе Стефановића, Српских ударних бригада, Погон Космај, СП "Ласта", Војводе Влаховића, Пут за Калуђерицу, Маге Магазиновић, Народног фронта, Траншпед, Врчин 2, Милића Мариновића, СЦ "Младост", Воденичарска, Икарбус, Геомашима, Кока-кола, Земунско поље, Галеника, Гробље "Збег", Светозара Папића, Ратарски пут, Добановачки пут, Новосадски пут, Траншпед, Погон Космај 
Последње стајалиште у зони 2:
Драженовац, Трешња /Окретница/, Трешња /Школа/, Шумадијска, Пут за Заклопачу, Траншпед, Липовица /Милиција/, Велика Моштаница Р, Жарково, Умка /Расадник/, Умка /Центар/, Бранка Остојића
Прво стајалиште у зони 3:
Глумчево Брдо /Горчинац/, Трешња /Ковиона/, Аласка Колиба - смер А, Шумадијска - смер Б, Мали Пожаревац /Раскрсница/, Умчари Р АП, Липовица 1, Мељак Р, Мељак, Гунцати Р, Дубоко, Барич /Рампа/, Тент А /Мост/
Последње стајалиште у зони 3:
Арнајево /Н. Кућа/, Арнајево /Окретница/, Манастир Тресије, Трнава, Мали Пожаревац /Раскрсница/, Мали Пожаревац /Наплатна рампа/, Баљевац, Шиљаковац Р, Тимотијевићи /Горњи крај/, Бргуле
Прво стајалиште у зони 4:
Соколово, Космај - Златар, Станојевац, Дражањ /Рампа/, Ибарски Цвет, Степојевац, Степојевац Роми, Термоелектрана 

### Локални саобраћај

#### Потез 300 - Општина Гроцка
- 350 Живковац - Дражањ - Брестовик - Живковац
- 355Л Гроцка- Камендол - Умчари
- 361Л Дражањ - Гроцка
- 363Л Гроцка - Камендол- Живковац

#### Потез 4100 - Општина Младеновац
- 4101 Младеновац (Аутобуска станица) - Ковачевац - Велика Крсна
- 4102 Младеновац (Аутобуска станица) - Ковачевац - Белуће - Велика Крсна
- 4105 Младеновац (Аутобуска станица) - Ковачевац - Ђермине
- 4106 Младеновац (Аутобуска станица) - Ковачевац (Марићи)
- 4111 Младеновац (Аутобуска станица) - Јанковићи пут - Ковачевац (Нова школа) - Младеновац (Аутобуска станица)
- 4112 Младеновац (Аутобуска станица) - Јанковићи пут - Јагњило (Робна кућа) - Рабровац (Глишићи) - Рабровац (Шуме)
- 4113 Младеновац (Аутобуска станица) - Јанковићи пут - Јагњило (Робна кућа) - Рабровац (Шуме) - Рабровац (Глишићи)
- 4121 Младеновац (Аутобуска станица) - Међулужје - Црквине Р - Јагњило (Бељаковић)
- 4122 Младеновац (Аутобуска станица) - Међулужје - Црквине Р - Јагњило - Рабровац (Дом)
- 4123 Младеновац (Аутобуска станица) - Јанковићи пут - Јагњило (Стражевица) - Рабровац (Шуме) - Марошевац
- 4123А Младеновац (Аутобсука станица) - Јанковићи пут - Јагњило (Робна кућа) - Рабровац (Шуме) - Марошевац
- 4124 Младеновац (Аутобуска станица) - Међулужје - Црквине Р - Јагњило - Јанковићи пут - Младеновац (Аутобуска станица)
- 4125 Младеновац (Аутобуска станица) - Међулушки пут 2
- 4130 Младеновац (Аутобсука станица) - Међулужје - Беловача
- 4131 Младеновац (Аутобуска станица) - Бељевац - Марковац - Црквине - Младеновац (Аутобуска станица)
- 4132 Младеновац (Аутобуска станица) - Међулужје - Бељевац - Марковац - Беловача
- 4133 Младеновац (Аутобуска станица) - Црквине - Марковац - Бељевац - Младеновац (Аутобуска станица)
- 4134 Младеновац (Аутобуска станица) - Црквине - Марковац - Бељевац - Младеновац (Аутобуска станица)
- 4135 Младеновац (Аутобуска станица) - Црквине - Марковац - Бељевац - Младеновац (Аутобуска станица)
- 4136 Младеновац (Аутобуска станица) - Црквине - Бељевац - Младеновац (Аутобуска станица)
- 4137 Младеновац (Аутобуска станица) - Међулужје - Црквине - Марковац - Бељевац - Младеновац (Аутобуска станица)
- 4141 Младеновац (Аутобуска станица) - Пружатовац - Велика Иванча
- 4142 Младеновац (Аутобуска станица) - Пружатовац
- 4143 Младеновац (Аутобуска станица) - Пружатовац - Велика Иванча - Метаљка
- 4143А Младеновац (Аутобуска станица) - Пружатовац - Велика Иванча (Река)
- 4151 Младеновац (Аутобуска станица) - Амерић 1 - Амерић 2 - Мала Врбица - Младеновац (Аутобуска станица)
- 4152 Младеновац (Аутобуска станица) - Амерић - Мала Врбица - Амерић - Младеновац (Аутобуска станица)
- 4171 Младеновац (Аутобуска станица) - Влашка - Косни пут - Младеновац (Аутобуска станица)
- 4171А Младеновац (Аутобуска станица) - Влашка - Младеновац (Аутобуска станица)
- 4172 Младеновац (Аутобуска станица) - Косни пут - Влашка - Младеновац (Аутобуска станица)
- 4175 Младеновац (Аутобуска станица) - Рајковац - Врбица (Војска
- 4181 Младеновац (Аутобуска станица) - Доња Дубона
- 4181А Младеновац (Аутобуска станица) - Дубона (Центар)
- 4182 Младеновац (Аутобуска станица) - Шепшин (Чесма)
- 4183 Младеновац (Аутобуска станица) - Дубона (Центар) - Шепшин (Чесма)
- 4184 Младеновац (Аутобуска станица) - Шепшин (Чесма) - Дубона (Центар)
- 4191 Развитак - Младеновац Село - Прогрес
- 4192 Развитак - Међулужје - Баташево - Развитак
- 4193 Рајковац - Кораћичка бања
- 4194 Развитак - Младеновац Село - Међулужје
- 4195 Младеновац (Аутобуска станица) - Кусадак (Клисура)
- 4196 Развитак - Младеновац Село - Границе
- 4197 Развитак - Међулужје
- 4198 Развитак - Младеновац (Аутобуска станица)
- 4199 Границе - Трстена

#### Општина Лазаревац
- 116 Лазаревац - Степојевац
- 130 Лазаревац - Миросаљци - Гуњевац
- 130А Лазаревац - Араповац - Миросаљци - Гуњевац
- 133 Лазаревац - Лесковац (колубарски)
- 135 Лазаревац - Арнајево
- 136А Велики Црљени - Арнајево
- 139Л Лазаревац - Петка
- 140 Лазаревац - Врбовно - Лесковац (колубарски)
- 140Л Лазаревац - Врбовно
- 141Л Лазаревац - Завод - Рудовци
- 150 Лазаревац - Дудовица - Маринац
- 150Л Лазаревац - Дудовица
- 162 Лазаревац - Бистрица - Рудовци
- 162А Лазаревац - Бистрица - Крушевица
- 165 Лазаревац - Дрен
- 166 Лазаревац - Завод - Крушевица
- 167 Лазаревац - Лукавица
- 169А Рудовци - Пркосава
- 171 Лазаревац - Бурово - Зеоке
- 173 Лазаревац - Бурово - Стрмово - Пркосава
- 173А Лазаревац - Бурово - Стрмово
- 173Б Стрмово - Барошевац
- 180 Лазаревац - Брајковац - Дудовица
- 180А Лазаревац - Брајковац
- 190Ц Сумеђ - ТЕК - Лазаревац